# Inwentaryzacja
Inwentaryzacja – proces polegający na ustaleniu rzeczywistego stanu składników majątkowych jednostki gospodarczej na określony dzień, poprzez ich fizyczny spis (spis z natury) oraz porównanie z danymi wynikającymi z ewidencji księgowej. Inwentaryzacja obejmuje również identyfikację i analizę różnic pomiędzy stanem rzeczywistym a stanem księgowym.
Różnice te mogą wynikać m.in. z:
1. naturalnych zmian właściwości przedmiotów, których nie można ustalić na podstawie dowodów (ulatnianie się, wysychanie, niedokładny pomiar przyjęcia i wydania materiałów masowych, przeterminowanie zapasów, zmiany mody itp.);
2. błędów lub nieprawidłowości w dokumentacji lub ewidencji (np. pomyłek przy wydawaniu i przyjmowaniu składników majątku, błędów liczbowych, niezgodności ilościowych).

## Cele inwentaryzacji
Głównym celem inwentaryzacji jest ustalenie rzeczywistego stanu aktywów i pasywów. W szczególności sprowadza się to do:
- uzgodnienia zapisów księgowych ze stanem rzeczywistym,
- rozliczenia osób materialnie odpowiedzialnych za powierzony im majątek,
- dokonania oceny przydatności gospodarczej składników majątku objętych spisem,
- przeciwdziałania stwierdzonym w czasie spisu nieprawidłowościom w gospodarce składnikami majątku (nadmierna ilość, niechodliwość).

Zgodnie z obowiązującymi przepisami, inwentaryzacja dotyczy następujących czynności:
- przeprowadzenia spisu z natury wszystkich składników majątkowych pozostających w dyspozycji jednostki gospodarczej,
- wyceny wartości spisanych składników,
- uzyskania od kontrahentów jednostki gospodarczej pisemnych informacji o stanie jej środków pieniężnych na rachunkach bankowych, o stanie zaciągniętych kredytów bankowych, należnościach i zobowiązaniach oraz stanie własnych składników majątku powierzonych kontrahentom,
- porównania danych ewidencyjnych niektórych składników z odpowiednimi dokumentami, np. stanem posiadanych gruntów,
- ustalenia i wyjaśnienia przyczyn ilościowych niedoborów i szkód,
- postawienia i umotywowania wniosków o sposobie rozliczenia różnic inwentaryzacyjnych,
- wskazania sposobów usunięcia nieprawidłowości w gospodarce majątkiem jednostki.

## Rodzaje inwentaryzacji
Rozróżnia się następujące rodzaje inwentaryzacji:
- spis z natury – dokonywany przez członków komisji inwentaryzacyjnej, na podstawie bezpośrednich obserwacji i pomiarów środków majątkowych w jednostce gospodarczej. Obejmuje możliwe do obejrzenia środki trwałe, rzeczowe składniki majątku obrotowego, środki pieniężne w kasie, papiery wartościowe. Zgodnie z art. 26 ustawy o rachunkowości inwentaryzacją drogą spisu z natury obejmuje się również znajdujące się w jednostce składniki aktywów, będące własnością innych jednostek, powierzone jej do sprzedaży, przechowania, przetwarzania lub używania, powiadamiając te jednostki o wynikach spisu. Obowiązek ten nie dotyczy jednostek świadczących usługi pocztowe, transportowe, spedycyjne i składowania.
- uzgadnianie sald z kontrahentami – obejmuje stan środków pieniężnych na rachunkach bankowych, pożyczki i kredyty, należności, zobowiązania.
- weryfikacja stanu ewidencyjnego – dotyczy aktywów i pasywów, których stanu nie można ustalić przez spis inwentaryzacyjny lub uzgodnienie sald z kontrahentami. Dotyczy to w szczególności gruntów rolnych, należności i zobowiązań publicznoprawnych i innych składników niemożliwych do obejrzenia.

Inwentaryzację środków majątkowych i źródeł ich pochodzenia w jednostce gospodarczej przeprowadza się co najmniej raz w każdym roku obrotowym, najczęściej na ostatni dzień roku obrotowego.
Za poprawne i terminowe przeprowadzenie inwentaryzacji odpowiedzialność ponosi kierownik jednostki. Inwentaryzacja powinna być tak zorganizowana, by normalna działalność jednostki gospodarczej nie została przerwana. Spis z natury powinien zostać poddany wyrywkowej kontroli przez przewodniczącego komisji inwentaryzacyjnej.

## Metody inwentaryzacji
Inwentaryzacja może być przeprowadzana ręcznie lub za pomocą narzędzi informatycznych, wspomaganych przez sprzęt elektroniczny. Identyfikacja poszczególnych elementów majątku metodą automatyczną wykorzystuje znakowanie i odczyt za pomocą kodów kreskowych oraz znaczników RFID. Dane zidentyfikowane przez czytniki i kolektory przetwarzane są przez oprogramowanie współpracujące z bazami danych. Narzędzia wspomagające automatyczną inwentaryzację:
- oprogramowanie do zarządzania majątkiem,
- drukarka etykiet,
- czytniki kodów kreskowych,
- kolektory danych,
- kod kreskowy,
- tagi RFID.

## Etapy inwentaryzacji
Proces inwentaryzacji najczęściej składa się z następujących etapów.

### 1. Etap przygotowawczy
Obejmuje szereg czynności proceduralnych, formalnych i organizacyjnych takich jak zarządzenie przeprowadzenia inwentaryzacji, powołanie komisji inwentaryzacyjnej, zespołów spisowych, przygotowanie harmonogramu inwentaryzacji, dokumentacji inwentaryzacyjnej, odpowiednie oznakowanie majątku oraz przygotowanie sprzętu potrzebnego do przeprowadzenia spisu z natury. Z technicznego punktu widzenia bardzo ważnym elementem tego etapu jest unikalne oznakowanie wszystkich składników majątku, aby każdy z nich można było jednoznacznie zidentyfikować. Nie mniej istotne jest również dokładne przygotowanie dokumentacji, w tym druków ścisłego zarachowania (arkuszy spisowych).

### 2. Przeprowadzenie spisu z natury
Spis z natury, często określany również mianem remanentu, stanowi techniczny aspekt inwentaryzacji i polega na dokładnym zaewidencjonowaniu wszystkich składników majątku. W efekcie otrzymuje się pełny obraz stanu faktycznego, który następnie jest porównywany ze stanem księgowym.
Spis z natury można przeprowadzać ręcznie, z wykorzystaniem papierowych arkuszy, lub komputerowo. Drugi sposób jest dziś powszechnie stosowanym rozwiązaniem, ponieważ znacznie skraca czas wykonywania poszczególnych czynności.
Osoby odpowiedzialne za przeprowadzenie spisu są wyposażone w czytniki kodów kreskowych lub częściej – w kolektory danych. Skanując oznaczenia na poszczególnych składnikach majątku, system komputerowy zapamiętuje dane i po zakończeniu wszystkich czynności automatycznie generuje pełny arkusz spisu z natury.
W praktyce stosowane są dwie metody znakowania i spisywania stanu majątku:
- za pomocą etykiet z kodami kreskowymi,
- za pomocą znaczników RFID.

Druga metoda jest znacznie wygodniejsza, ponieważ osoba przeprowadzająca spis nie musi celować skanerem w każdy kod pojedynczo, na każdym asortymencie. Kolektor danych automatycznie odczytuje zapisane w znacznikach RFID dane, tuż po ich wykryciu w pobliżu urządzenia (zasięg odczytu to zwykle kilka metrów).

### 3. Porównanie spisów ze stanami odnotowanymi w ewidencji księgowej
Po przeprowadzeniu spisu z natury następuje porównanie stanu faktycznego ze stanem w ewidencjach księgowych oraz ustalenie różnic inwentarzowych. Komisja inwentaryzacyjna analizuje wszystkie niedobory i nadwyżki, a także określa przyczyny ich powstania. Różnice mogą wynikać z naturalnego zużycia majątku, sprzedaży, zakupów nowych składników, ale także strat czy uszkodzeń.

### 4. Aktualizacja informacji w ewidencjach księgowych
Po określeniu różnic inwentarzowych i wskazaniu ich przyczyn należy zaktualizować stan majątku w ewidencji księgowej. Zaewidencjonowany stan musi odpowiadać stanowi faktycznemu na dzień przeprowadzenia inwentaryzacji. Na tym etapie określa się również wartość posiadanego majątku i dokonuje wyceny jego poszczególnych składników. Istotnym aspektem jest także rozliczenie osób materialnie odpowiedzialnych oraz podjęcie decyzji dotyczących zidentyfikowanych nadwyżek i niedoborów.

### 5. Zakończenie inwentaryzacji
Ostatnim etapem inwentaryzacji jest formalne zakończenie, sporządzenie sprawozdania i zarchiwizowanie dokumentacji. Zebrane informacje powinny być wykorzystane w praktyce w celu doskonalenia zarządzania majątkiem oraz kolejnych procesów inwentaryzacyjnych.

## Zakres inwentaryzacji
Inwentaryzacja dotyczy w dużej mierze towarów handlowych, ale nie tylko. Ponieważ mogą to być również niegotowe towary, a więc np. materiały, które służą do wyrobu danego towaru lub gotowe wyroby czy półwyroby.
W przepisach prawa (§ 27 ust. 1 rozporządzenia w sprawie prowadzenia podatkowej księgi przychodów i rozchodów) wypisane są te rzeczy, które mogą być ujęte w remanencie. Między innymi są to:
- towary handlowe,
- materiały (surowce) podstawowe i pomocnicze,
- półwyroby,
- produkcję w toku,
- wyroby gotowe,
- braki i odpady.

Dla wyjaśnienia ww. elementów poniżej znajduje się ich szerszy opis (wyjaśnienie):
- Towary handlowe – to wyroby przeznaczone do sprzedaży w stanie nieprzerobionym
- Materiały podstawowe – to materiały, które w procesie produkcji lub przy świadczeniu usług stają się główną substancją gotowego wyrobu
- Materiały pomocnicze – to materiały niebędące materiałami podstawowymi, które są zużywane w związku z działalnością gospodarczą i bezpośrednio oddają wyrobowi swoje właściwości,
- Wyroby gotowe – to wyroby własnej produkcji, których proces przerobu został całkowicie zakończony
- Braki – to m.in. towary handlowe, które na skutek uszkodzenia lub zniszczenia w czasie transportu bądź magazynowania utraciły częściowo swą pierwotną wartość,
- Odpady – to materiały, które na skutek procesów technologicznych lub na skutek zniszczenia albo uszkodzenia utraciły całkowicie swą pierwotną wartość użytkową.

Biblioteki, archiwa i muzea oraz inne jednostki sektora kultury, są zobowiązane do prowadzenia Inwentaryzacji swoich zbiorów, zgodnie z odnośnymi przepisami.

## Zawartość inwentaryzacji – dane
Obowiązkowe elementy danych, jakie muszą znaleźć się w dokumencie spisu z natury (inwentaryzacja), to:
- imię i nazwisko przedsiębiorcy (nazwę firmy),
- datę sporządzenia,
- numer kolejny pozycji arkusza spisu z natury,
- szczegółowe określenie towaru i innych składników majątku,
- jednostkę miary,
- ilość materiałów i towarów wyliczoną w czasie spisu,
- cenę w złotych i groszach za jednostkę miary,
- wartość wynikającą z przemnożenia ilości towaru przez jego cenę jednostkową,
- łączną wartość spisu z natury,
- w razie wyksięgowania kosztu z KPiR w związku z jego nieopłaceniem w ustawowo przewidzianym terminie – wartość pomniejszenia, ze wskazaniem pozycji spisu z natury i pozycji w księdze, z którymi związane jest pomniejszenie,
- klauzulę „Spis zakończono na pozycji…”.
- podpisy osób sporządzających spis oraz podpis właściciela zakładu (wspólników)[6].